# Bisdom Quilmes

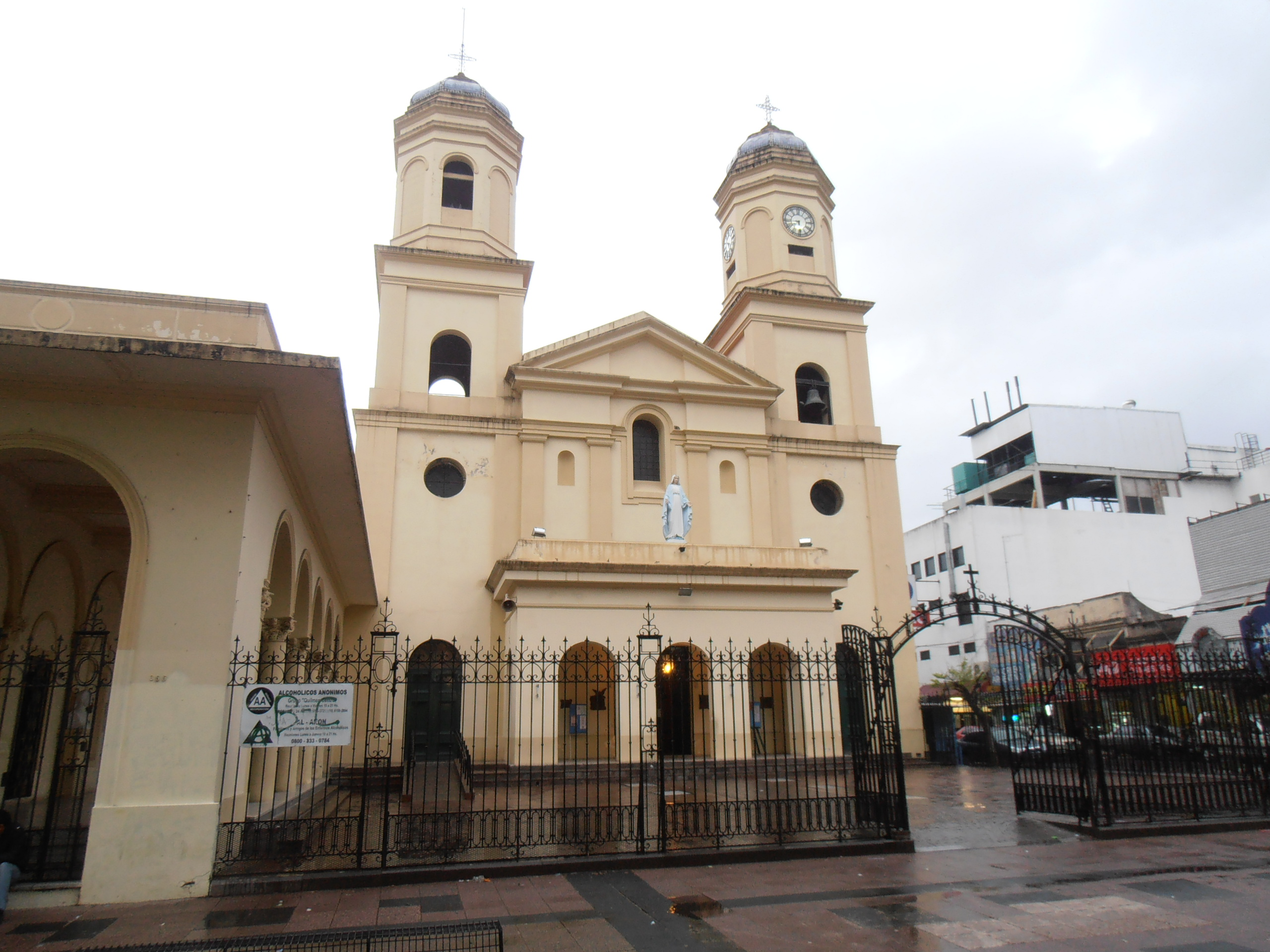
De kathedraal van Quilmes

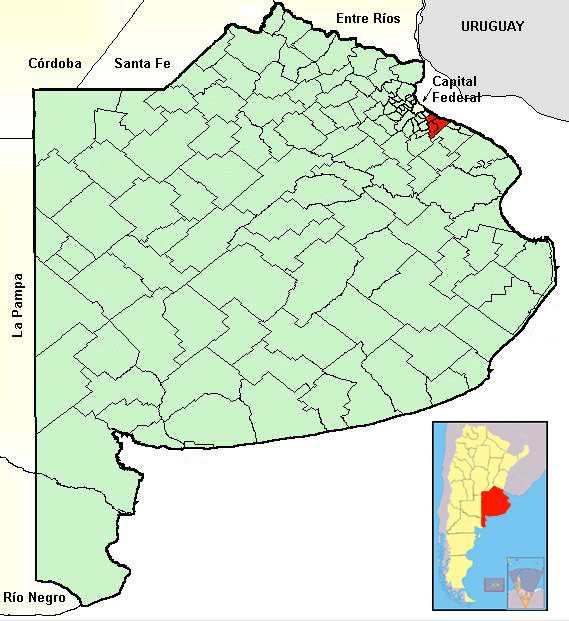
Het bisdom (rood) binnen de provincie Buenos Aires

Het bisdom Quilmes (Latijn: Dioecesis Quilmensis) is een rooms-katholiek bisdom met als zetel Quilmes in Argentinië. Het bisdom is suffragaan aan het aartsbisdom Buenos Aires.
Het bisdom werd opgericht in 1976 als een suffragaan bisdom van het aartsbisdom La Plata maar kwam in 2007 onder het aartsbisdom Buenos Aires.
In 2020 telde het bisdom 80 parochies. Het bisdom heeft een oppervlakte van 503 km2 en telde in 2020 1.464.000 inwoners waarvan 80% rooms-katholiek waren. 

## Bisschoppen
- Jorge Novak, S.V.D. (1976-2001)
- Luis Teodorico Stöckler (2002-2011)
- Carlos José Tissera (2011-)

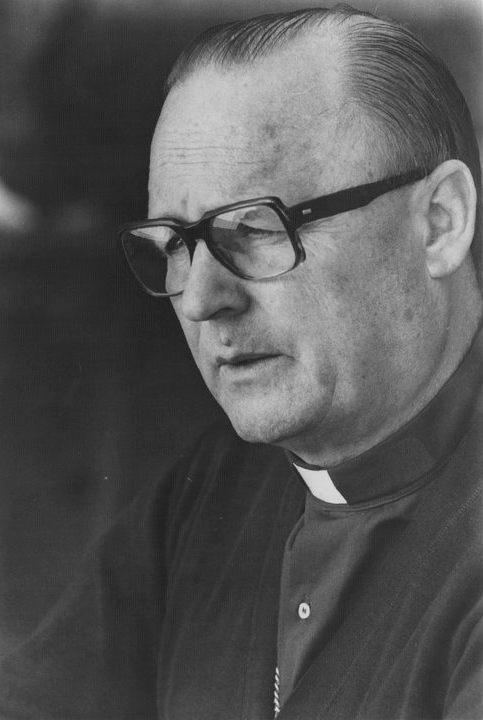
Jorge Novak
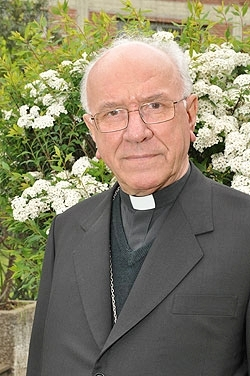
Luis Teodorico Stöckler

Buenos Aires (aartsbisdom) · Avellaneda-Lanús ·  Buenos Aires (Maronitisch) · Buenos Aires (Oekraïenisch) · Gregorio de Laferrere · Lomas de Zamora · Morón · Quilmes · San Isidro · San Justo · San Martín · San Miguel